# バツ&テリー
『バツ&テリー』（バツアンドテリー）は、大島やすいちによる少年漫画。1982年から1987年にかけて講談社『週刊少年マガジン』にて連載された。1984年、第8回講談社漫画賞少年部門受賞。連載終了後、番外編として刑事アクションの「バツ&テリーCOP」が読み切りで掲載された。

## 概要
野球と喧嘩に強い高校生コンビの活躍を描いた作品。

## あらすじ
横浜市にある「海峰高等学校」の生徒で野球部員・抜刀軍と一文字輝。野球センス抜群、チームではバッテリーを組む二人だが、縛られるのを嫌い自由に生きている。そんな彼らが思い詰めていた少女アンと知り合ったことから、話は大きく展開する。アンが暴走族のマスコットだったことからバツとテリーは「愛狂」、「アルファルファ」、「赦悪（シャーク）」、「ネオ愛狂」等、暴走族の抗争に巻き込まれる。

## 登場人物

### 主要人物
抜刀軍（ばっとう ぐん）
黒髪のリーゼントヘア。通称「バツ」。右投げ右打ち。剛腕投手で、打力もあり6番打者を務める。テリーとのじゃんけんで勝ったため投手になった。大学を出て喫茶店「愛・花・夢（アイカム）」を経営する姉の恵と二人暮らし。通常移動はテリーのバイクでタンデム、一人の時は原付。
一文字輝（いちもんじ てる）
茶髪のアフロヘア、メタルフレームの眼鏡を着用（伊達メガネ）。通称「テリー」。左投げ左打ち。サウスポーの強肩捕手で一本足打法のスラッガー、4番打者を務める。バツとのじゃんけんに負けたため、捕手になった。愛車はハーレーダビッドソン。金持ちの息子で、家には若く美しい後妻の義母がいる。
白木アン（しらき アン）
暴走族「愛狂」のマスコットガール。暴走族「愛狂」を離れ、テリーの恋人となりガソリンスタンドでバイトを始める。
桐島（きりしま）
「白い追い風」と呼ばれる交通機動隊員。バツ、テリーを捕まえようとしているが、毎回うまく逃げられる。
抜刀恵（ばっとう めぐみ）
バツの姉。喫茶店「愛夢」を経営する。バツをマスターに変装させて、マスターと結婚している設定で親や客に接する。
結城ルナ（ゆうき ルナ）
海峰高等学校2年生のスケ番。バツに惹かれていく。

### 暴走族

#### 暴走族「愛狂」
東堂（とうどう）
暴走族「愛狂」の頭。横浜内の族を「愛狂」に取り入れシマを広げていく。また、アンを族に戻そうと、異常なほど固執する。
村鮫（むらさめ）
元「舗鱝瑠樹」所属。横浜の族の中で最も凶悪な男。バツを追い込むが返り討ちに遭った。
トシユキ
「愛狂」の一員。
邦男（くにお）
暴走族「愛狂」の元頭で、アンの元恋人。東堂との～で事故死する。

### 海峰高等学校

#### 野球部
花咲（はなさき）
野球部部員。バツ、テリーと同級生で、生真面目な性格。
片山（かたやま）
野球部主将。3番三塁手。右投げ右打ち。
駒井（こまい）
1番遊撃手。右投げ右打ち。
東口（ひがしぐち）
2番中堅手。右投げ左打ち。
駒井（こまい）
1番遊撃手。右投げ。
東口（ひがしぐち）
2番中堅手。右投げ。
岩渕（いわぶち）
5番右翼手。右投げ右打ち。
山本（やまもと）
7番二塁手。右投げ。
宮城（みやぎ）
8番一塁手。左投げ。
飯田（いいだ）
9番左翼手。右投げ。
達磨（だるま）
野球部部長。バツ、テリーに手を焼く。

#### その他
我羅門（がらもん）
応援団団長。バツ、テリーと当初は対立的だったが、認め合う。
鬼頭（きとう）
海峰高等学校教員。生活指導。バツ、テリーと対立的で、毎度コテンパンにされる。
成竹恩敏（なるたけ）
海峰高等学校校長。のんきな性格。

### 他校

#### 桐陽学園
槇原（まきはら）
1番三塁手。右投げ右打ち。バツのヒット性の当たりを好守備で阻止した。
島（しま）
2番二塁手。右投げ左打ち。俊足で内野安打で出塁するも、バツの牽制に刺された。
三浦（みうら）
3番遊撃手。右投げ左打ち。片山の長打コースの安打を阻止した守備力を持つ。
金剛（こんごう）
4番中堅手。左投げ右打ち。
杉村（すぎむら）
5番投手。右投げ。サイドスロー。梅沢の作戦通り、海峰の得点の8割をたたき出しているテリーを当初は敬遠する。後に勝負した際、場外ホームランを打たれた。
菅井（すがい）
6番左翼手。
楠（くすのき）
7番捕手。右投げ。
西島（にしじま）
8番一塁手。左投げ。
亀山（みうら）
9番右翼手。
田所（たどころ）
野球部部長。
梅沢（うめざわ）
甲子園出場30回を経験している老練監督。百戦錬磨勝負の鬼と呼ばれている。

#### 明群高校
度加山弁太郎（どかやま　べんたろう）
捕手。エースの中里とバッテリーを組む。モデルはドカベンに登場する山田太郎。

### その他
アキラ
チンピラ。ルナの元カレ。

## アニメ版
1987年3月14日劇場公開。併映は『ダーティペア』。

### スタッフ
- 企画：日本サンライズ
- 原作：大島やすいち
- 脚本：平野靖士
- 撮影監督：古林一太
- 美術監督：中村光毅　木下和宏
- 編集：鶴渕友影
- 音楽：矢野立美
- 主題歌：『心の中のFollow Wind』　スターダストレビュー（ワーナー・パイオニア）
- 音響監督：浦上靖夫
- 作画監督：芦田豊雄　清水恵蔵　直井正博
- 作画監督チーフ：山内則康
- 演出：加瀬充子
- 製作：伊藤昌典
- プロデューサー：宗岡幸男 (日本サンライズ)
- 監督：アミノテツロー
- 製作：日本サンライズ
- 著作権表記：©1986 大島やすいち・講談社・サンライズ・松竹

### 声の出演
- 抜刀軍: 井上和彦
- 一文字輝: 塩沢兼人
- 白木アン:有森也実
- 桐島:渡辺篤史
- 矢上辰夫:龍田直樹
- 安藤克美:政宗一成
- 花咲:中原茂
- 邦男:平野義和
- 校長:阪脩
- 教頭:亀井三郎
- 鬼頭:屋良有作
- 監督:田中康郎
- 抜刀恵:榊原良子
- 世良:島香裕
- 清原:島田敏
- ウグイス嬢:小森まなみ

## コンピュータゲーム
1987年7月22日に本作をモチーフとしたファミコン用ソフトがユースから発売された。タイトルは『バツ&テリー 魔境の鉄人レース』。
ゲーム内容は野球ではなく、魔境で主人公の二人が謎のドラゴン軍団とレースをするというオリジナル内容の横スクロールアクションゲーム。
裏技がかなり充実している。